# 復活!魂のアタックヤング
復活!魂のアタックヤング（ふっかつたましいのアタックヤング）は、STVラジオで放送していたラジオ番組。2002年10月12日放送開始、2003年3月22日放送終了。

## 概要
- STVラジオ開局40周年を記念して、アタックヤングの歴代パーソナリティが週替りで出演し、一夜限りでかつてのアタヤンを再現する番組。

## 放送時間
- 毎週土曜日21:00 - 22:00

## 出演パーソナリティ
2002年
- 10月12日 臼井佳子
- 10月19日 春日和彦
- 11月9日 林家しん平
- 11月16日 五十嵐浩晃
- 11月23日 橋本登代子
- 11月30日 田中義剛
- 12月7日 KAN
- 12月14日 松山千春
- 12月21日 山崎まさよし
- 12月28日 河村通夫

2003年
- 1月4日 MARU（丸山浩樹、劇団32口径主宰）
- 1月11日 工藤浩
- 1月18日 横山和之（音楽プロデューサー）
- 1月25日 落合美穂
- 2月1日 工藤準基
- 2月8日 みのや雅彦
- 2月15日 堺なおこ
- 2月22日 坂本咲子
- 3月1日 森中慎也
- 3月8日 千秋幸雄
- 3月15日 石田久美子
- 3月22日 喜瀬浩

## その他
「ササッパラ」の愛称で親しまれた笹原嘉弘元アナウンサー（当時・札幌テレビ放送専務取締役）にも出演交渉をしたらしいが、実現しなかった。